# Кастро, Мигель
Мигель Анхель Кастро (исп. Miguel Ángel Castro, 24 декабря 1994, Ла-Романа) — доминиканский бейсболист, питчер клуба Главной лиги бейсбола «Нью-Йорк Метс».

## Карьера
В 2012 году Мигель в статусе международного свободного агента подписал контракт с «Торонто Блю Джейс». Полученный за подписание бонус в размере 43 000 долларов Кастро потратил на оплату операций для своих родителей. Выступления в системе клуба он начал в возрасте 17 лет в A-лиге в «Данедин Блю Джейс». Приглашение на сборы в составе главной команды Мигель получил весной 2015 года вместе со своим другом Роберто Осуной. По итогам весенних тренировок Кастро получил место в буллпене команды. 6 апреля 2015 года Мигель вышел на поле в восьмом иннинге игры с «Нью-Йорк Янкис», выигранной канадской командой со счётом 6:1. Он стал самым молодым питчером в истории клуба, сыграв в возрасте 20 лет 103 дней, и побил рекорд Виктора Круса, установленный в 1978 году. Двумя днями позже это достижение превзошёл Осуна. Девятого апреля Кастро был назван клоузером команды вместо неудачно начавшего сезон Бретта Сесила. В этой роли он выходил на поле до 28 апреля. 3 мая руководство клуба отправило Мигеля в фарм-клуб «Баффало Байзонс».
Двадцать восьмого июля «Блю Джейс» обменяли Кастро и ещё трёх игроков в «Колорадо Рокиз» на Троя Туловицки и Латроя Хокинса. В системе «Рокиз» Мигель находился до апреля 2017 года, сыграв за клуб в 24 матчах, также выступая за фарм-клуб «Альбукерке Изотопс».
Седьмого апреля 2017 года Кастро был взят с драфта отказов клубом «Балтимор Ориолс». В августе 2017 года главный тренер «Балтимора» Бак Шоуолтер заявил что рассматривает Мигеля Кастро в качестве одного из возможных стартовых питчеров команды в сезоне 2018 года. Несмотря на это, в сезоне 2018 года он выходил на поле как реливер, суммарно сыграв 83 1/3 иннинга с пропускаемостью 3,96. В 2019 году Кастро сыграл за «Ориолс» рекордные для себя 65 матчей регулярного чемпионата, его показатель пропускаемости ERA в 73 1/3 иннингах составил 4,66.
В регулярном чемпионате 2020 года Кастро сыграл в шестнадцати играх «Балтимора», снизив свою пропускаемость до 4,02. В конце августа его обменяли в «Нью-Йорк Метс» на питчера фарм-системы Кевина Смита. Первые четыре выхода на поле в составе новой команды сложились для него не лучшим образом, но затем в пяти из шести игр Мигель не позволил соперникам набирать очки. Сильной его стороной стала связка подач синкер—слайдер, но в некоторых эпизодах Кастро испытывал трудности с контролем. 